# Jean Evrard Kouassi
Jean Evrard Kouassi, * 25. september 1994, N'Damien, Slonokoščena obala. 
Kouassi igra od leta 2023 pri kitajskem prvoligašu Žedžiang. Lahko igra kot ofenzivni vezist, krilni vezist ali napadalec.